# C'era una volta a... Hollywood
C'era una volta a... Hollywood (Once Upon a Time... in Hollywood) è un film del 2019 scritto, diretto e co-prodotto da Quentin Tarantino.
Il film ha come protagonisti Leonardo DiCaprio, Brad Pitt e Margot Robbie, ambientato nella Los Angeles del 1969, segue le vicende di un attore televisivo in declino e della sua controfigura che, intenti a farsi strada nell'industria cinematografica hollywoodiana, si ritrovano a essere vicini di casa di Sharon Tate, appena qualche mese prima del massacro di Cielo Drive.
Si tratta di un film semi-realistico: alcune vicende sono state modificate rispetto alla storia reale. Gli attori hanno dichiarato di aver partecipato alle audizioni senza sapere che ruolo avrebbero interpretato, vista la segretezza in cui era tenuta la sceneggiatura.
Si tratta del terzo film, dopo Bastardi senza gloria (2009) e Django Unchained (2012), della trilogia del revisionismo storico del regista. Inoltre, vista la massiccia presenza di scene western, rappresenta un omaggio al genere spaghetti western come i precedenti Django Unchained (2012) e The Hateful Eight (2015).

## Trama
Alla fine degli anni cinquanta, l'attore Rick Dalton è protagonista della famosa serie TV western Bounty Law e sembra pronto a compiere il "grande salto" a star del cinema. Nel febbraio del 1969, tuttavia, la sua carriera non è decollata come previsto e, mentre a Hollywood sta emergendo un nuovo tipo di cinema e con esso un modello d'attore diverso dal suo, Dalton si ritrova ad accettare parti da cattivo occasionale in altre serie televisive. A passarsela male è anche Cliff Booth, da dieci anni sua inseparabile controfigura, miglior amico e, da quando Dalton è stato fermato per guida in stato d'ebbrezza, autista personale: già sospettato di dolo e complicità nella morte di sua moglie, è stato bandito da tutti i set cinematografici hollywoodiani per aver scatenato una rissa contro Bruce Lee durante le riprese di un episodio di Il Calabrone Verde.
8 febbraio. L'agente di casting Marvin Schwarzs propone a Dalton di trasferirsi in Italia, dove diversi attori in declino hanno ritrovato successo come star di spaghetti western e altri film di serie B. La notizia che la sua carriera potrebbe essere giunta al capolinea getta Dalton nello sconforto, finché non scopre che nella casa a fianco alla sua si è appena trasferita una giovane coppia: il regista Roman Polański, uno dei nomi più caldi del momento a Hollywood, e sua moglie, l'attrice Sharon Tate. Ciò lo rinvigorisce al punto da fantasticare di entrare nelle grazie della coppia e ravvivare la propria immagine con un ruolo in un film del cineasta polacco. La sera trascorre in modo diverso per i personaggi finora conosciuti: Rick se ne sta a casa a prepararsi un drink dopo l'altro mentre ripassa un copione; Cliff rientra nella sua abitazione (una roulotte accanto a un drive-in) e guarda la TV con la fida pitbull Brandy; Roman e Sharon vanno a una festa alla Playboy Mansion dove lei attira il gossip di alcuni presenti, tra cui Steve McQueen.
L'indomani Cliff, dopo aver portato Rick a girare Lancer, nota uno strano giovane, Charles Manson, che si presenta a casa Polański in cerca del precedente proprietario e che, prima di venire allontanato, adocchia Sharon Tate. Durante il pomeriggio lo stuntman offre un passaggio alla giovane autostoppista Pussycat, una delle tante hippy che vagabondano per la città: dopo averne rifiutato le avance a causa della sua minore età, viene da lei condotto allo Spahn Ranch, un ranch cinematografico abbandonato dove ella vive con i suoi amici, così da conoscere Manson, il loro leader e mentore. Cliff nota un'atmosfera sinistra nella comune hippie che si è stabilita lì e, dopo aver parlato con il proprietario del ranch, sua vecchia conoscenza, decide di andarsene, data anche la crescente ostilità di Pussycat e degli altri ragazzi nei suoi confronti, non prima però di aver brutalmente picchiato uno di loro, Clem, che gli ha bucato una ruota dell'auto.
Nel frattempo Rick Dalton, appositamente scelto dal regista Sam Wanamaker per il ruolo del cattivo, gira l'episodio pilota di Lancer, ma è demoralizzato dalle parole di Schwarzs e ancora in preda ai postumi di una sbornia, perciò fatica a memorizzare le proprie battute; poi, spronato da Trudi, un'attrice bambina molto rigorosa, fornisce infine un'ottima interpretazione in parte anche improvvisata, che gli vale le lodi di tutto il set. Sharon, nel mentre, va al cinema a vedere Missione compiuta stop. Bacioni Matt Helm, film comico in cui ha una parte minore, ed è contenta di vedere che il pubblico sembra apprezzarla. Ritrovata la fiducia in sé stesso, Rick decide di ascoltare Schwarzs e si trasferisce per sei mesi a Roma, dove recita da protagonista in tre spaghetti western e un film di spionaggio all'italiana, ovviamente con Cliff come controfigura.
Tornato a Los Angeles l'8 agosto 1969 dopo essersi sposato con l'attrice italiana Francesca Capucci, Rick confida a Cliff di essere incerto sulla propria carriera futura e di non potersi più permettere i suoi molti servigi: i due decidono quindi di dirsi addio con un'ultima sbornia e tornano a casa, in taxi, a notte fonda. Più tardi, quattro membri della comune di Manson – Tex, Sadie, Linda e Katie –, preparandosi a uccidere chiunque si trovi nell'abitazione di Sharon come ordinatogli dal loro leader, parcheggiano nella piazzetta davanti alla villetta di Rick, ma questi, ubriaco e infastidito dal rumore dell'auto, li scaccia in malo modo. Avendolo riconosciuto come il protagonista di Bounty Law, gli hippy organizzano un nuovo piano: uccidere il celebre attore per lanciare un messaggio contro l'ipocrisia hollywoodiana, che non fa altro che «insegnare a uccidere fin da bambini» con i suoi film e serie TV.
Dopo la diserzione di Linda, gli altri tre irrompono armati di pistola e coltelli in casa Dalton, trovandosi davanti Cliff che, sotto l'effetto allucinatorio di una sigaretta all'LSD, uccide a mani nude Katie e Tex e fa aggredire Sadie da Brandy prima di svenire per le ferite riportate nella colluttazione. Accecata dalle ferite, Sadie dà i numeri urlando e sparando all'impazzata nella piscina privata dove si trova Rick, ignaro fino a quel momento della situazione: l'uomo, recuperato dal garage un lanciafiamme ricordo di un suo vecchio film, la finisce bruciandola viva. All'arrivo dei soccorsi, Cliff viene portato via in ambulanza, ferito ma in condizioni stabili, mentre Sharon, venuta a conoscenza delle terribili disavventure accadute al vicino, invita Rick a casa sua.
Nella scena durante i titoli di coda, Rick sta girando uno spot pubblicitario delle sigarette Red Apple, che termina ironicamente con l’attore adirato per il sapore disgustoso del tabacco (che ha appena finito di elogiare nello spot) e per la sagoma di cartone a grandezza naturale che lo raffigura, a suo dire, con il doppio mento in evidenza.

## Personaggi
- Rick Dalton, interpretato da Leonardo DiCaprio. Attore in declino, è diventato famoso per la serie televisiva western Bounty Law, dove interpreta il protagonista, il bounty killer Jake Cahill. Sulla base del suo racconto, dal 1954 al 1959 c'è stata la sua ascesa come attore, dal 1959 al 1969 è stato un morto a galla, mentre nel 1969 ha iniziato a precipitare. Ormai vive di gloria passata e sopravvive facendo la guest star in episodi di alcune serie TV, fra le quali Tarzan, La terra dei giganti, Il calabrone verde e FBI. Inoltre ha recitato in film come il western Tanner e il film sulla seconda guerra mondiale I quattordici pugni di McCluskey. Recita anche come guest star, nel ruolo dell'antagonista, nell'episodio pilota della serie TV western Lancer. Ha perso il ruolo del capitano Hilts in La grande fuga, poi andato a Steve McQueen; infatti in un momento in cui McQueen stava per rinunciare alla parte, Rick era in lista, assieme a George Peppard, George Maharis e George Chakiris (il ruolo poi andò a McQueen). Detesta i western italiani e gli hippy. Il suo migliore amico, che per lui è come un fratello, è Cliff Booth, la sua controfigura sul set di Bounty Law. Rick teme che la Screen Gems, la casa produttrice che ha prodotto Bounty Law, non lo perdonerà mai per aver deciso di voler diventare star del cinema – con insuccesso – causando la cancellazione della serie. Abita a Cielo Drive ed è il vicino di casa di Sharon Tate e Roman Polański. È alcolista ed è frustrato a causa del suo fallimento come attore. Quando si reca in Italia, recita nei western Nebraska Jim di Sergio Corbucci, in Uccidimi subito Ringo, disse il Gringo di Calvin Jackson Padget (pseudonimo di Giorgio Ferroni), in Red blood, red skin di Joaquín Romero Marchent e nello spionaggio all'italiana Operazione Dyn-O-Mite! di Antonio Margheriti.
- Cliff Booth, interpretato da Brad Pitt. È uno stuntman, controfigura di Rick Dalton sul set di Bounty Law a partire dalle ultime due stagioni. Nel 1959 ha girato dei film western allo Spahn Movie Ranch, conoscendone il proprietario George Spahn. È indesiderato a Hollywood sia perché sospettato di aver ucciso la moglie sia perché ha avuto una rissa con Bruce Lee sul set de Il calabrone verde. È un ex-marine, veterano della seconda guerra mondiale. Abita in una roulotte assieme al suo cane, un pitbull di nome Brandy. Da quando a Rick è stata ritirata la patente per troppe multe per guida in stato di ebbrezza, Cliff è il suo autista, nonché "galoppino" occupandosi della casa di Rick quando questi è al lavoro. A differenza del suo amico, Cliff sembra apprezzare molto gli spaghetti-western (anche per le grandi possibilità di lavoro che offrono agli stunt), e non prova la stessa animosità nei confronti degli hippy.
- Sharon Tate, interpretata da Margot Robbie. È un'attrice che sta avendo un grande successo in quel momento, ed è ritenuta essere una promessa del cinema. È amica di Jay Sebring; precedentemente erano fidanzati, ma lei andò nel Regno Unito per recitare nel film Per favore, non mordermi sul collo! diretto da Roman Polański, di cui si innamorò. Sharon lasciò Jay e si sposò con Polanski; ciononostante è rimasta molto amica con Jay, anche tornati a Los Angeles.
- Jay Sebring, interpretato da Emile Hirsch. È un parrucchiere, ritenuto molto innovativo in quanto ha importato in America delle tecniche note quasi esclusivamente in Europa. Era fidanzato con Sharon Tate, ma lei lo lasciò, sposandosi con Roman Polański; ciononostante, Jay e Sharon sono rimasti molto amici, e anzi Jay è considerato un membro della famiglia. Ma il motivo per cui Jay rimane con loro è anche per il fatto che sa che prima o poi Polański farà qualcosa di sbagliato e verrà lasciato da Sharon, e quando accadrà Jay ci sarà per lei. È molto amico con Bruce Lee.
- Pussycat, interpretata da Margaret Qualley. È una giovane hippy che sembra essere invaghita di Cliff. Vive allo Spahn Movie Ranch assieme ai suoi amici hippy.
- James Stacy, interpretato da Timothy Olyphant. È un attore, protagonista di Lancer. Interpreta l'ex-pistolero metà americano metà messicano Johnny Madrid Lancer. Diventerà molto famoso grazie alla serie.
- Trudi Fraser, interpretata da Julia Butters. È una giovanissima attrice che interpreta il personaggio di Marabella Lancer nell'episodio pilota di Lancer. Nonostante l'età, è un'attrice molto rigorosa. Avrà un ruolo importante nel tentativo di recupero di Rick come attore e come persona.
- George Spahn, interpretato da Bruce Dern. È l'anziano proprietario dello Spahn Movie Ranch.
- Bruce Lee, interpretato da Mike Moh. Attore e stimato artista marziale, ha una rissa con Cliff sul set de Il calabrone verde, di cui è protagonista. È amico di Jay Sebring.
- Wayne Maunder, interpretato da Luke Perry. È uno degli attori principali di Lancer. Interpreta Scott Lancer, il fratello di Johnny Madrid Lancer (interpretato da James Stacy).
- Steve McQueen, interpretato da Damian Lewis. È un attore, amico di Sharon Tate (di cui era, e forse è, segretamente innamorato). È il protagonista del film La grande fuga.
- Marvin Schwarzs, interpretato da Al Pacino. È un agente di casting, nonché appassionato di cinema; si incontra con Rick per consigliargli di andare a Roma a girare i western italiani per riacquisire un po' di fama e salvare la propria carriera di attore. È sposato con Mary Alice Schwarzs ed entrambi, quando da giovani erano fidanzati, guardavano solo western.
- Francesca Capucci, interpretata da Lorenza Izzo. È una starlet italiana. Conosce Rick quando questi è a girare i film in Italia; i due si innamorano e si sposano.
- Randy, interpretato da Kurt Russell. È un capo-stuntman e ha un rapporto molto conflittuale con Cliff, dal momento che quest'ultimo è sospettato di avere ucciso la moglie e ha avuto una rissa con Bruce Lee sul set de Il calabrone verde (di cui Randy e sua moglie Janet sono i capo-stuntman).
- Janet Miller, interpretata da Zoë Bell. È la moglie di Randy e i due lavorano assieme. In seguito alla rissa tra Cliff Booth e Bruce Lee nota che l'auto in suo possesso ha subito un terribile danno a causa di Cliff (che ha gettato Bruce contro il mezzo di trasporto), si infuria con il responsabile.
- Sam Wanamaker, interpretato da Nicholas Hammond. È un regista, dirige l'episodio pilota di Lancer.
- Michelle Phillips, interpretata da Rebecca Rittenhouse. È una cantante amica di Sharon Tate e Steve McQueen.
- Roman Polański, interpretato da Rafał Zawierucha. È un regista di successo, probabilmente il regista più gettonato a Hollywood nel momento. È sposato con Sharon Tate e stanno per avere un figlio, che nascerà a settembre.
- Charles "Charlie" Manson, interpretato da Damon Herriman. È il fondatore e leader della famiglia Manson, una comune/setta hippy criminale. Sta organizzando, assieme ai suoi seguaci, un cruento omicidio che si consumerà a Hollywood.
- Susan Atkins, interpretata da Mikey Madison. È un membro della famiglia Manson e una killer. Parteciperà all'omicidio progettato da Manson.
- Patricia Krenwinkel, interpretata da Madisen Beaty. È un membro della famiglia Manson e una killer. Parteciperà all'omicidio progettato da Manson.
- Charles "Tex" Watson, interpretato da Austin Butler. È un membro della famiglia Manson e un killer. Parteciperà all'omicidio progettato da Manson.
- Linda Kasabian, interpretata da Maya Hawke. È un membro della famiglia Manson. Inizialmente avrebbe dovuto partecipare all'omicidio progettato da Manson, anche in qualità di autista per garantire una veloce fuga al resto della banda. Avrà un ripensamento poco prima dell'azione criminale, decidendo di non farne più parte, e fuggendo via sull'auto lasciando a piedi i tre compagni.
- Lynette Alice "Squeaky" Fromme, interpretata da Dakota Fanning. È un membro della famiglia Manson.
- Leslie Van Houten, interpretata da Victoria Pedretti. È un membro della famiglia Manson.
- Steve "Clem" Grogan, interpretato da James Landry Hebert. È un membro della famiglia Manson.
- Attore di Bounty Law, interpretato da Michael Madsen. È un attore che, in un episodio di Bounty Law, interpreta lo sceriffo Hacket, lo sceriffo di Janicetown con cui Jake Cahill (interpretato da Rick Dalton) si incontra.
- Maggiordomo di Jay Sebring, interpretato da Tim Roth. È il maggiordomo inglese di Jay.

## Produzione

### Sviluppo

#### Scrittura
C'era una volta a... Hollywood era stato originariamente concepito da Quentin Tarantino sotto forma di romanzo: dopo cinque anni di lavoro sul progetto, il regista ha deciso che la storia avrebbe funzionato meglio come film. Come prima cosa, Tarantino ha creato il personaggio di Cliff Booth. Ideandolo come un personaggio con un passato da veterano della seconda guerra mondiale ed ex-Berretto verde, Tarantino si è ispirato a Billy Jack, eroe d'azione dal passato simile interpretato da Thomas Laughlin in quattro film dal 1967 al 1977. Per le sue abilità e il lavoro da stuntman nella Hollywood di fine anni sessanta, ha preso invece ispirazione da figure realmente esistite come Gary Kent, stuntman in diversi film girati allo Spahn Ranch nel periodo in cui la famiglia Manson vi si era stabilita, e Gene LeBell, artista marziale assunto come controfigura per la serie televisiva Il Calabrone Verde (1966–1967) poiché era uno dei pochi a riuscire a tener testa a Bruce Lee sul set.
Tarantino ha poi deciso di creare un attore per cui Booth fosse la controfigura. Per Rick Dalton si è ispirato a diversi astri nascenti dell'età classica di Hollywood e le cui carriere hanno poi subito una battuta d'arresto con l'avvento della nuova Hollywood e di un nuovo tipo di star del cinema alla fine degli anni sessanta: in particolare si è ispirato a Ty Hardin per quanto riguarda la transizione di Dalton da serie televisive western statunitensi agli spaghetti western, mentre tra le altre fonti d'ispirazione ci sono stati Ralph Meeker, George Maharis, Edd Byrnes, Tab Hunter, Vince Edwards e Fabian Forte. Per Bounty Law, la serie televisiva in cui recita Dalton, si è ispirato allo stile di Ricercato vivo o morto (1958–1961) con Steve McQueen, ulteriore fonte d'ispirazione per il personaggio. Il rapporto d'amicizia con Cliff Booth è basato invece su quello tra Burt Reynolds e il suo stuntman Hal Needham, che hanno anche ispirato alcuni tratti dei relativi personaggi.
Tarantino ha poi deciso di far diventare i due personaggi i vicini di casa di Sharon Tate poco prima dell'omicidio di lei per mano della famiglia Manson e, partendo dal finale, ha iniziato a ideare la storia a ritroso. All'inizio voleva rendere il film una storia alla Elmore Leonard, ma, confidando nel potenziale dei personaggi che aveva creato, ha deciso di trasformarlo in una storia più sui generis che seguisse semplicemente le vicende quotidiane dei tre protagonisti.

#### Finanziamento
Nel luglio del 2017 è stato annunciato che Tarantino aveva completato la sceneggiatura del film. Bob e Harvey Weinstein sarebbero stati coinvolti come loro solito nel progetto in qualità di produttori, mentre non era stato specificato se avrebbero curato nuovamente anche la distribuzione del film di Tarantino, in quanto quest'ultimo aveva intenzione di terminare le ultime rifiniture alla sceneggiatura prima di presentare il progetto ai finanziatori. Nell'ottobre dello stesso anno, in seguito alle accuse di molestie sessuali rivolte a Harvey Weinstein, Tarantino ha preso le distanze dai due produttori e dalla loro Weinstein Company.
A novembre, David Heyman e la sua Heyday Films hanno sostituito i Weinstein come principali produttori della pellicola, assieme a Tarantino e alla sua abituale collaboratrice Shannon McIntosh. Il regista avrebbe voluto lavorare col produttore inglese sin da The Hateful Eight (2015), ma la collaborazione tra i due non era andata in porto. Sempre lo stesso mese, Sony Pictures Entertainment ha ottenuto i diritti di distribuzione del film al termine di una trattativa che ha coinvolto studios come Warner Bros. Pictures, Universal Studios, Paramount Pictures, Annapurna Pictures e Lions Gate Entertainment.
Per aggiudicarsi i diritti, la Sony ha dovuto acconsentire a numerose richieste di Tarantino, tra cui un budget di almeno 95 milioni di dollari, il final cut del film, uno «straordinario controllo creativo» e il diritto a una percentuale del 25% sull'incasso lordo della pellicola: Tarantino aveva richiesto inoltre che tutti i diritti del film tornassero a lui dopo 10-20 anni dalla sua uscita. Il regista ha accettato l'offerta della Sony poiché riteneva che sapessero più di tutti gli altri come meglio promuovere il film e fossero come lui «dei sostenitori della sala cinematografica».

### Pre-produzione
Il film ha avuto un budget compreso tra i 90 e i 96 milioni di dollari, di cui 18 in crediti d'imposta californiani. I co-finanziatori della pellicola sono stati la Columbia Pictures (divisione della Sony Pictures Motion Picture Group), la Visiona Romantica dello stesso Tarantino e, per un 25%, la cinese Bona Film Group. Tarantino ha accorciato preventivamente la sceneggiatura per essere sicuro di rientrare nel budget.

#### Cast

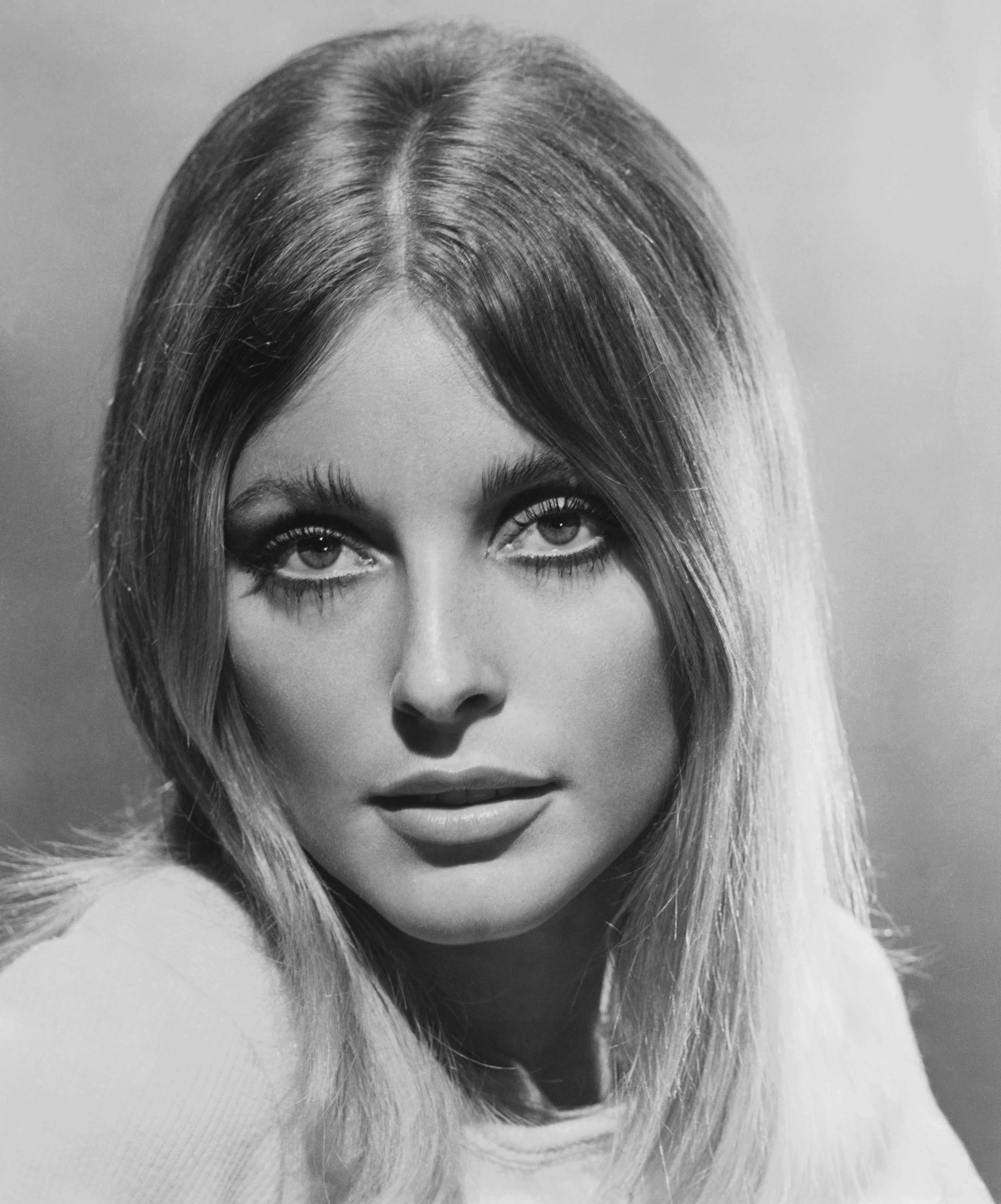
Sharon Tate, interpretata nel film da Margot Robbie e fotografata per La valle delle bambole (1967)

Con l'annuncio del progetto, Margot Robbie è stata la prima attrice a entrare in trattative per unirsi al cast, nel ruolo di Sharon Tate. A novembre, è stato annunciato che Leonardo DiCaprio era stato preso in considerazione per il ruolo di Rick Dalton. Nel gennaio del 2018, DiCaprio ha confermato la sua partecipazione al film, accettando di ridurre il proprio salario pur di lavorare nuovamente con Tarantino. DiCaprio e Tarantino hanno sviluppato assieme il personaggio, rendendo implicito che soffrisse di disturbo bipolare, di cui Tarantino ritiene fosse affetto anche l'attore del periodo Pete Duel.
Lo stesso mese, Al Pacino è entrato in trattative per interpretare l'agente Marvin Schwarzs, ruolo che Tarantino aveva scritto appositamente per lui. A febbraio Brad Pitt è entrato nel cast nel ruolo di Cliff Booth, per il quale era stato preso in considerazione Tom Cruise. Il regista si è convinto che Pitt fosse la scelta giusta dopo che questo si è presentato a casa sua per discutere del ruolo con un DVD del film Billy Jack (1971), da cui Tarantino aveva preso ispirazione per il personaggio e che, per una coincidenza, intendeva proprio mostrare a Pitt. Anche Pitt ha ridotto la sua paga per non gravare eccessivamente sul budget del film. Nel maggio dello stesso anno Robbie è stata infine confermata nel ruolo di Tate; per prepararsi alla parte, l'attrice ha dichiarato di non essersi consultata con Roman Polański, all'epoca marito della Tate, ma di aver letto la sua autobiografia del 1985 Roman by Polanski.
Nel mese di marzo Zoë Bell ha confermato di avere un ruolo nel film. Per la parte, Bell ha dichiarato di essersi ispirata a Stuntman Mike, il personaggio interpretato da Kurt Russell nel film di Tarantino Grindhouse - A prova di morte (2007). Lo stesso mese anche Burt Reynolds, Tim Roth, lo stesso Russell e Michael Madsen si sono uniti al cast, gli ultimi tre in ruoli minori. Una volta letta la sceneggiatura e saputo del ruolo di Brad Pitt, Reynolds ha suggerito a Tarantino di inserire in sceneggiatura una battuta che dicesse a Booth di "essere bello, per uno stuntman", cosa che il regista ha poi fatto. Sempre lo stesso mese, Timothy Olyphant si è aggiunto al cast. Nel mese di giugno si sono aggiunti al cast Al Pacino, Damian Lewis, Luke Perry, Emile Hirsch, Dakota Fanning, Clifton Collins Jr., Keith Jefferson, Nicholas Hammond e Scoot McNairy.
Il mese seguente Spencer Garrett, Martin Kove, James Remar, Brenda Vaccaro, Nichole Galicia, Mike Moh, Craig Stark, Marco Rodríguez, Ramon Franco e Raul Cardona si sono aggiunti al cast. Ad agosto sono entrati nel cast Lena Dunham, Austin Butler, Maya Hawke, Lorenza Izzo, Danny Strong, Sydney Sweeney, Rafał Zawierucha, Clu Gulager, James Landry Hébert, Mickey Madison, Rumer Willis, Dreama Walker, Margaret Qualley, Costa Ronin, Victoria Pedretti, Madisen Beaty e Damon Herriman. Quest'ultimo è stato scelto per il ruolo di Charles Manson, che aveva appena interpretato nella seconda stagione della serie televisiva Mindhunter: tuttavia, Herriman ha dichiarato che Tarantino non si è dimostrato particolarmente interessato al fatto. A settembre Bruce Dern ha sostituito Reynolds, deceduto il mese stesso senza essere riuscito a girare prima le proprie scene.
Molti degli attori hanno dichiarato di aver partecipato alle loro audizioni senza sapere che ruolo avrebbero interpretato, vista la segretezza in cui era tenuta la sceneggiatura.

#### Scenografia
Quentin Tarantino ha dichiarato di essersi ispirato a Model Shop di Jacques Demy per la ricostruzione della Hollywood dell'epoca.
Per ricreare la Los Angeles del 1969 ha preferito ricorrere il meno possibile alla computer grafica, utilizzando quando possibile i luoghi reali, opportunamente riportati al loro aspetto originale. La scenografa Barbara Ling ha definito il compito «molto arduo», in quanto «Los Angeles non è mai stata una città con uno spirito di conservazione storica, gli edifici vengono costantemente demoliti [...] è quindi ancor più difficile trovare un posto tranquillo in cui ricostruire [quegli edifici]».
L'intervento più ampio della scenografia è stato quello volto a trasformare un segmento di Hollywood Boulevard lungo sei isolati nella propria controparte del 1969: Ling e la sua troupe sono intervenuti sulle facciate degli edifici, ricostruendone l'aspetto dell'epoca compreso di insegne e manifesti di quel periodo, su elementi architettonici dei marciapiedi e sulla carreggiata, che è stata riempita di auto d'epoca. Le operazioni si sono spesso protratte fino a poche ore prima dell'inizio delle riprese, essendo impossibile impedire il continuo transito e accesso a tutti gli edifici interessati: secondo la set decorator del film Nancy Haigh, lo sforzo è riuscito solamente grazie alla «precisione militare» di Ling, che coordinava gli interventi delle squadre dei carpentieri prima, dei pittori di scena poi e infine degli arredatori.
Per le scene di Sharon Tate girate al Westwood Village, la troupe ha ricostruito la facciata esterna del Fox Village Theatre e del Bruin Theater, che hanno fornito alla troupe le loro insegne originali del periodo, così come delle teche espositive d'epoca per le locandine: anche locali adiacenti dell'epoca come l'Hamburger Hamlet, non più esistente, e lo Stan's Donuts sono stati ricreati, a partire da foto di fine anni sessanta. La troupe è dovuta intervenire in un modo simile anche per le inquadrature in cui compare il Pussycat Theater, sostituendo le nuove insegne al LED con quelle originali. Per il Larry Edmunds Bookshop, dove Tate acquista una copia di Tess dei d'Urberville, Ling ha ricostruito l'aspetto originario della facciata, esponendovi riproduzioni di libri del periodo: per le scene ambientate al Musso & Frank Grill invece è bastato che i proprietari fornissero le loro insegne originali, essendo lo storico ristorante hollywoodiano rimasto pressoché identico. Per ricostruire l'aspetto del Cinerama Dome all'anteprima del film Krakatoa, est di Giava nel maggio del 1969, Ling e la troupe hanno adornato il cinema di locandine e insegne del film: i palazzi circostanti l'edificio, non presenti nel 1969, sono stati poi rimossi digitalmente.
Per alcune scene tuttavia, non era più possibile disporre delle location originali, essendo queste andate distrutte o demolite: ad esempio, per ricreare il Van Nuys Drive-In Theater, cinema drive-in dietro cui nel film si trova la roulotte di Cliff Booth, sono state unite delle riprese di una miniatura costruita dall'effettista John Dykstra ad alcune dell'ancora attivo Paramount Drive-In Theater, riempito per l'occasione di auto d'epoca. Essendo lo Spahn Ranch andato distrutto nel 1970, la troupe ha dovuto ricostruire interamente le scenografie da main street western e la casa di Spahn nel vicino parco regionale di Corriganville, ex-ranch cinematografico dalla topografia simile, per poi invecchiarle artificialmente per dargli un senso di degrado. In tutto, il processo è durato tre mesi. Durante le riprese, l'attore Bruce Dern, interprete di Spahn nel film, è rimasto molto impressionato dall'accuratezza della ricostruzione, avendo recitato in alcuni film girati allo Spahn Ranch durante gli anni sessanta.
Agli Universal Studios Hollywood, Ling ha ricostruito i set della serie televisiva Lancer nel modo più fedele possibile, basandosi su quanto era visibile negli episodi della serie, mentre per il set della fittizia Bounty Law ha optato per un look «più sporco, polveroso, alla Deadwood prima maniera [...] lontano dagli sfarzi produttivi [di Lancer]». Per le inquadrature ricostruite della serie televisiva The F.B.I, la troupe di Ling è riuscita a trovare lo stesso camion utilizzato nell'episodio originale.

### Riprese
Le riprese principali sono cominciate il 18 giugno 2018 a Los Angeles e si sono concluse il 1º novembre dello stesso anno.
Robert Richardson, abituale collaboratore artistico di Tarantino, è stato il direttore della fotografia del film. Inizialmente, Richardson e Tarantino intendevano girare il film in 70 millimetri come col precedente The Hateful Eight, ma, quando questa scelta si è dimostrata troppo costosa, hanno optato per la pellicola Kodak 35 millimetri in formato anamorfico, girando con macchine da presa e lenti Panavision. Le scene di Bounty Law e Lancer sono state girate direttamente in bianco e nero. I due hanno girato anche brevi sequenze in Super 8 e 16 millimetri Ektachrome. Richardson ha dichiarato che le istruzioni dategli da Tarantino erano di dare al film «una sensazione di rétro, ma anche di contemporaneo», per meglio riflettere il contrasto tra vecchia e nuova Hollywood presente nella storia.
La produzione ha dovuto dividere le riprese delle scene nella Hollywood Boulevard "riportata" al 1969 in due tempi, dato che la camera di commercio di Hollywood non aveva dato il permesso di bloccare il traffico losangelino troppo a lungo: prima sono state girate le scene riguardanti quattro dei sei isolati prescelti, mentre alcuni mesi dopo è stato il turno dei rimanenti due isolati. Dopo le paghe degli attori, le riprese a Hollywood Boulevard, comprese della ricostruzione scenografica dell'epoca, sono state l'elemento più costoso di tutto il film. Per girare nella Playboy Mansion, Tarantino ha dovuto trattare con Daren Metropoulos, nuovo proprietario dell'edificio dopo la morte di Hugh Hefner: inizialmente restio a fornire l'edificio, in fase di ristrutturazione, Metropoulos ha poi acconsentito, venendo accreditato come "produttore associato" del film.
Le scene ambientate a Cielo Drive non sono state girate nei veri luoghi del massacro poiché la casa di Sharon Tate e Roman Polanski fu demolita nel 1994: oggi, al suo posto, sorge una villa di dimensioni maggiori. La casa di Rick Dalton, che nel film abita accanto ai Polanski, si trova invece in un'altra strada di Los Angeles. L'unica sequenza a essere stata girata nella vera strada privata di Cielo Drive è quella all'inizio del film in cui Cliff Booth percorre la strada in macchina, di sera, dopo aver riportato Rick a casa.
Le inquadrature con Rick Dalton inserite in un episodio realmente esistente della serie televisiva F.B.I. (1965-1974) sono state girate nella Santa Monica Mountains National Recreation Area. Le scene di Bounty Law e Lancer sono state girate in parte al Melody Movie Ranch, che Tarantino aveva già usato per delle scene di Django Unchained (2012), e agli Universal Studios Hollywood. Per la scena in cui Dalton arde vivi dei nazisti con un lanciafiamme in un film, DiCaprio ha dovuto far fuoco con un vero lanciafiamme contro delle controfigure opportunamente protette: bloccato dall'agitazione, l'attore ha però dovuto aspettare che una controfigura gli dimostrasse di poter prendere fuoco senza rischi prima di riuscire a usare l'arma.

### Post-produzione
Diversi attori hanno avuto le proprie parti tagliate dal montaggio finale, come Tim Roth, che interpretava il maggiordomo inglese di Jay Sebring, Danny Strong, che interpretava Dean Martin, e James Marsden, che interpretava Burt Reynolds.
A differenza di altre sequenze simili del film, per inserire Rick Dalton in un'inquadratura de La grande fuga (1963) al posto di Steve McQueen, Tarantino è ricorso agli effetti speciali: il direttore della fotografia Richardson ha rigirato la scena con DiCaprio vestito come McQueen davanti a un green screen, facendo attenzione a utilizzare lo stesso di tipo di angolazione e altezza dell'inquadratura originale, nonché degli obiettivi simili. L'effettista John Dykstra ha poi sovrapposto la ripresa su quella originale, operazione che ha richiesto diverso tempo, obbligando il regista a presentare al festival di Cannes, tre mesi prima dell'uscita del film, una versione senza quella scena.

## Colonna sonora
La colonna sonora, composta da brani di autori vari già esistenti, è stata pubblicata in un album il 26 luglio del 2019.
Tra i brani presenti nel film non inclusi nell'album ci sono Out of Time dei Rolling Stones, The Letter di Joe Cocker, Summertime di Billy Stewart, Victorville Blues dei Harley Hatcher Combo, Ready for Action di Syd Dale, Funky Fanfare di Keith Mansfield, The House That Jack Built di Aretha Franklin, Time for Livin' dei The Association, I Can't Turn You Loose di Otis Redding, Soul Serenade di Willie Mitchell, Straight Shooter e Twelve Thirty (Young Girls Are Coming to the Canyon) dei The Mamas & the Papas e Snoopy vs. the Red Baron dei The Royal Guardsmen; inoltre, Samantha Robinson e Leonardo DiCaprio interpretano rispettivamente la già citata Straight Shooter e The Green Door di Jim Lowe.
Tra i brani di colonne sonore cinematografiche già esistenti non inclusi nell'album figurano The Killing e The Radiogram di Bernard Herrmann, provenienti dalla prima colonna sonora de Il sipario strappato (1966) di Alfred Hitchcock, utilizzati da Tarantino nelle scene allo Spahn Ranch: di Herrmann compaiono anche The Rocks e The Return da Have Gun - Will Travel. Sono stati utilizzati anche dei brani dalle colonne sonore di Wehrmacht, i giorni dell'ira (1974) di Vojislav Borisavljević, Against a Crooked Sky (1975) di Lex de Azevedo, Un uomo chiamato Apocalisse Joe (1971) di Bruno Nicolai, il tema principale di Mannix (1967-1975) di Lalo Schifrin, The Bed di Ennio Morricone da Diabolik (1968), Ecce Homo da Sartana non perdona (1968) e Mexican Western da Vado... l'ammazzo e torno (1967), entrambe di Francesco De Masi.

## Promozione

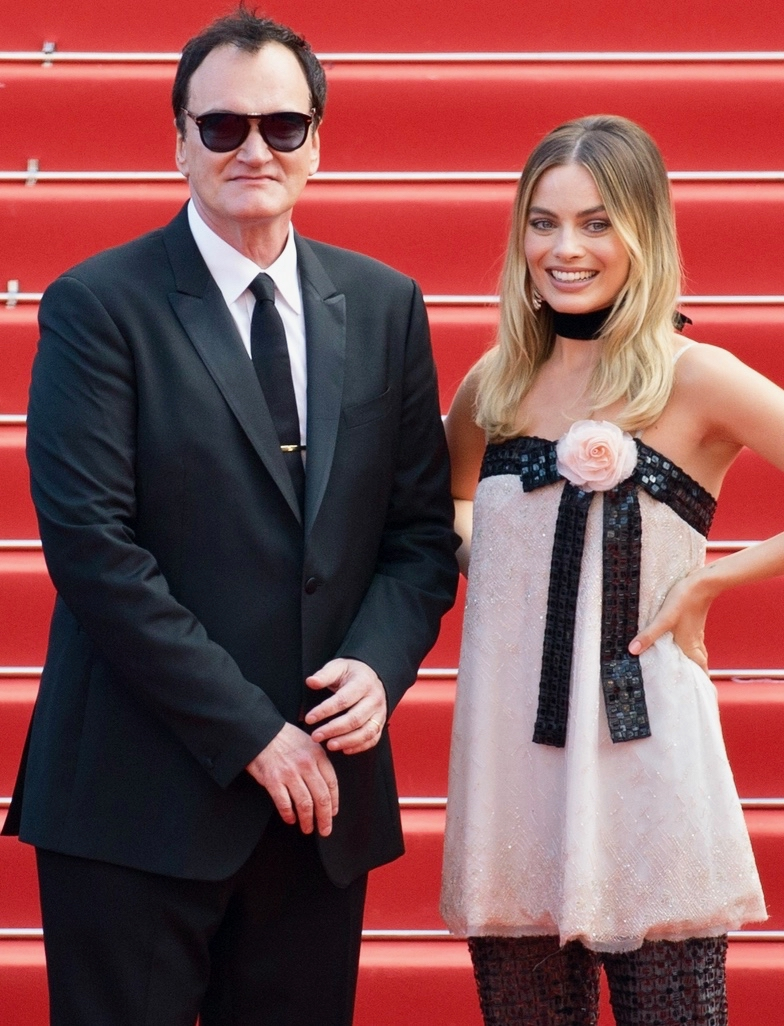
Quentin Tarantino e Margot Robbie all'anteprima del film al Festival di Cannes 2019

Il 18 e 19 marzo 2019 sono state pubblicate le prime due locandine promozionali del film, raffiguranti rispettivamente i personaggi di DiCaprio, Pitt e Robbie.
Il primo teaser trailer del film è stato diffuso online il 20 marzo 2019, anche in italiano. Il teaser è accompagnato dai brani Straight Shooter (1967) dei The Mamas & the Papas e Bring a Little Lovin' (1968) dei Los Bravos. Il trailer ufficiale del film è stato diffuso online il 21 maggio 2019, anche in italiano. Oltre a Straight Shooter, il trailer è accompagnato dai brani Good Thing di Paul Revere & the Raiders e Brother Love’s Traveling Salvation Show di Neil Diamond. Il 1º agosto è stato diffuso online il trailer internazionale del film.
In tutto, la Sony ha speso circa 110 milioni di dollari per promuovere il film a livello globale.
Nel materiale promozionale il titolo viene reso graficamente in C'era una volta a... Hollywood, mentre nei titoli di coda del film è indicato come C'era una volta... a Hollywood, differenza presente anche in lingua originale.

## Distribuzione

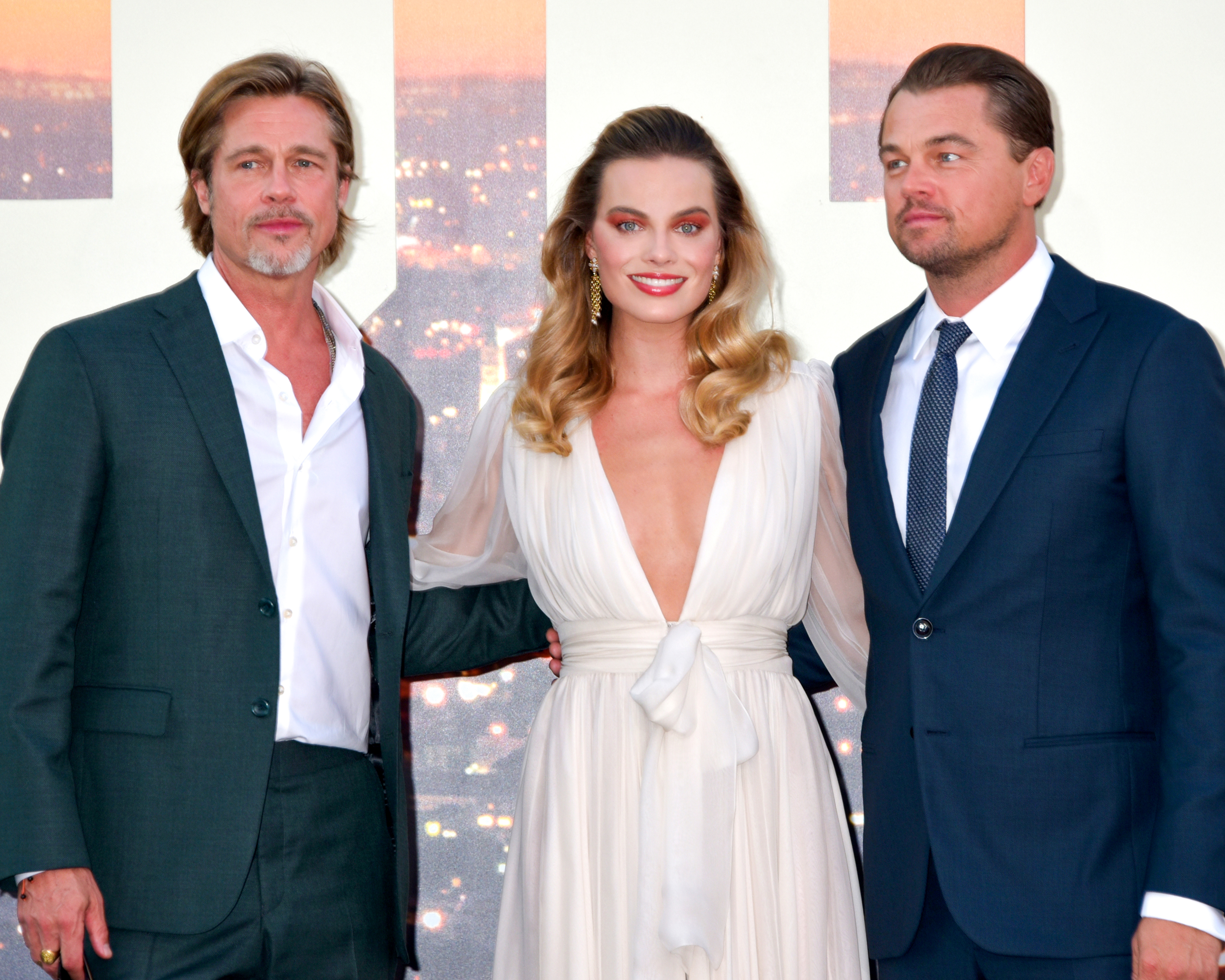
Brad Pitt, Margot Robbie e Leonardo DiCaprio il 22 luglio 2019 a Los Angeles

Il film è stato presentato in anteprima il 21 maggio 2019 in concorso alla 72ª edizione del Festival di Cannes.
L'anteprima statunitense del film si è tenuta il 23 luglio 2019 al TCL Chinese Theatre di Los Angeles. È stato distribuito nelle sale cinematografiche statunitensi da Columbia Pictures a partire dal 26 luglio seguente, anche in pellicola 35 millimetri e 70 millimetri in cinema scelti. L'uscita del film negli Stati Uniti era originariamente prevista per il 9 agosto dello stesso anno, data del 50º anniversario dell'eccidio di Cielo Drive. Nel Regno Unito il film è stato distribuito a partire dal 14 agosto, preceduto da un'anteprima londinese il 30 luglio.
L'anteprima italiana si è tenuta il 2 agosto 2019 al Cinema Adriano di Roma. Il film è stato distribuito nelle sale cinematografiche italiane a partire dal 18 settembre dello stesso anno.

### Divieti
In Cina è stata sospesa l'uscita del film dopo le lamentele inviate dalla figlia di Bruce Lee:
(Shannon Lee)

## Edizione italiana
Il doppiaggio italiano del film è stato effettuato presso la CDC Sefit Group e la direzione del doppiaggio e i dialoghi italiani sono stati curati da Carlo Cosolo, assistito da Andreina D’Andreis. I fonici di montaggio e di missaggio sono rispettivamente Fabrizio Salustri e Fabio Tosti.

## Accoglienza

### Incassi
C'era una volta a... Hollywood ha incassato 142502728 $ in Nord America e 235114870 $ nel resto del mondo, per un totale di 377617598 $. Secondo un'analisi de The Hollywood Reporter, il film avrebbe dovuto incassare attorno ai 400 milioni di dollari per riuscire a recuperare le proprie spese di produzione e generare dei profitti, mentre il sito Vulture ha fissato tale cifra attorno ai 250 milioni.
Il film ha incassato al botteghino nordamericano 16,9 milioni di dollari durante il suo primo giorno di programmazione (di cui 5,8 milioni raccolti alle anteprime della sera precedente), la cifra più alta di sempre per un film diretto da Tarantino. Ha poi concluso il suo weekend d'esordio dietro al remake de Il re leone con un totale di 40,3 milioni, il maggiore nella carriera del regista, eccedendo le previsioni antecedenti l'uscita che indicavano una cifra tra i 30 e i 35 milioni. Ha incassato 20 milioni durante il suo secondo weekend americano con un calo di affluenza di 51%, giudicato "buono", finendo al terzo dietro a Fast & Furious - Hobbs & Shaw e Il re leone. Durante il suo terzo weekend di programmazione, ha incassato 11,6 milioni con un calo del 42%, finendo in quinta posizione. Nel suo nono weekend, ha superato gli incassi complessivi di Bastardi senza gloria, diventando il maggior incasso di sempre di Tarantino dopo quello di Django Unchained senza tenere conto dell'inflazione.
In Italia, in un solo giorno ha incassato quasi un milione di euro, anche qui battendo il record del miglior esordio di sempre per un film di Tarantino. Complice il ritardo di programmazione rispetto al resto del mondo, e dunque a Il re leone, nel primo weekend ha chiuso in testa al botteghino italiano con un totale di 5,4 milioni in cinque giorni. Nel secondo weekend si è riconfermato al primo posto, superando i 9 milioni complessivi. Durante il terzo weekend si è portato a 10,5 milioni, ma ha ceduto la vetta del botteghino a Joker.

### Critica
Il film è stato accolto molto positivamente sia dalla critica che dal pubblico:
dopo la proiezione al Festival di Cannes, il pubblico in sala ha riservato sette minuti di standing ovation al film. The Hollywood Reporter scrive che la critica l'ha accolto in modo «generalmente positivo», lodandone in particolar modo la ricostruzione del periodo storico e le interpretazioni del cast, mentre «si è divisa riguardo al finale». Sull'aggregatore di recensioni Rotten Tomatoes ha un indice di gradimento dell'85% basato su 580 recensioni, con un voto medio di 7,9. Su Metacritic ottiene un punteggio di 83 su 100 basato su 62 recensioni.
Tra le recensioni più positive c'è stata quella di Peter Bradshaw, che, scrivendo per The Guardian, ha dato al film 5 stelle su 5, lodando le interpretazioni di Pitt e DiCaprio e definendo il film «un'affascinante ballata losangelina sul riscatto». Peter Travers di Rolling Stone gli assegna 4,5 stelle su 5, scrivendo che «tutti gli attori, in ruoli sia grandi che piccoli, danno il massimo. Due ore e quaranta possono sembrare lunghe a qualcuno, ma io non ne cambierei nemmeno un'inquadratura». RogerEbert.com gli assegna 4 stelle su 4, definendolo «stratificato ed ambizioso, questo film è il prodotto di un regista sicuro di sé al lavoro con dei collaboratori perfettamente in sintonia con la sua visione». Per Richard Roeper del Chicago Sun-Times, il film è riuscito sia come «vivido ritratto di un'epoca» che come «combinazione fantasiosa, e talvolta scioccante, di realtà e finzione pura», assegnandogli 4 stelle su 4. Meno positivo, Owen Gleiberman di Variety lo descrive come «un collage di cinema coinvolgente, ma, in fin dei conti, non un capolavoro».
Sull’altro versante, Katie Rife di The A.V. Club ha assegnato al film un punteggio di B+, definendolo «la triste crisi di mezza età di Tarantino». Richard Brody del New Yorker l'ha definito «una visione oscenamente retrograda degli anni sessanta» che «celebra il culto del divo maschio bianco e la sua supremazia dentro e fuori dal set, a spese di chiunque altro». In Italia, negativo è stato anche Paolo Mereghetti, che ha assegnato al film un voto pari a 6-- e ha paragonato Tarantino a «un bambino viziato che vuole far credere che i suoi giocattoli sono i più belli del mondo».

## Riconoscimenti
- 2020 - Premio Oscar[109][110]
  - Miglior attore non protagonista a Brad Pitt
  - Miglior scenografia a Barbara Ling e Nancy Haigh
  - Candidatura per il miglior film a David Heyman, Shannon Mcintosh e Quentin Tarantino
  - Candidatura per il miglior regista a Quentin Tarantino
  - Candidatura per il miglior attore protagonista a Leonardo DiCaprio
  - Candidatura per la miglior sceneggiatura originale a Quentin Tarantino
  - Candidatura per la miglior fotografia a Robert Richardson
  - Candidatura per i migliori costumi a Arianne Phillips
  - Candidatura per il miglior sonoro a Christian P. Minkler, Michael Minkler e Mark Ulano
  - Candidatura per il miglior montaggio sonoro a Wylie Stateman
- 2020 - Golden Globe[111][112]
  - Miglior film commedia o musicale
  - Miglior attore non protagonista in un film a Brad Pitt
  - Miglior sceneggiatura in un film a Quentin Tarantino
  - Candidatura per il miglior regista di un film a Quentin Tarantino
  - Candidatura per il miglior attore in un film commedia o musicale a Leonardo DiCaprio
- 2020 - Premio BAFTA[113]
  - Miglior attore non protagonista a Brad Pitt
  - Candidatura per il miglior film
  - Candidatura per il miglior regista a Quentin Tarantino
  - Candidatura per il miglior attore protagonista a Leonardo DiCaprio
  - Candidatura per la migliore attrice non protagonista a Margot Robbie
  - Candidatura per la migliore sceneggiatura originale a Quentin Tarantino
  - Candidatura per il migliore montaggio a Fred Raskin
  - Candidatura per la migliore scenografia a Barbara Ling e Nancy Haigh
  - Candidatura per i migliori costumi a Arianne Phillips
  - Candidatura per il miglior casting a Victoria Thomas
- 2019 - Boston Society of Film Critics Award
  - Miglior attore non protagonista a Brad Pitt
  - Migliore sceneggiatura a Quentin Tarantino
- 2019 - Chicago Film Critics Association Award[114][115]
  - Miglior attore non protagonista a Brad Pitt
  - Miglior scenografia
  - Candidatura per il miglior film
  - Candidatura per il miglior regista a Quentin Tarantino
  - Candidatura per la miglior fotografia a Robert Richardson
  - Candidatura per il miglior montaggio
  - Candidatura per i migliori costumi
  - Candidatura per la miglior sceneggiatura originale a Quentin Tarantino
  - Candidatura per la miglior performance rivelazione a Julia Butters
- 2019 - Festival di Cannes[116]
  - Palm Dog per il pitbull Brandy
  - In competizione per la Palma d'oro
- 2019 - Locarno Film Festival[117]
  - In competizione per il Variety Piazza Grande Award
- 2019 - Los Angeles Film Critics Association Award[118]
  - Miglior scenografia a Barbara Ling
- 2019 - National Board of Review Award[119]
  - Migliori dieci film dell'anno
  - Miglior regista a Quentin Tarantino
  - Miglior attore non protagonista a Brad Pitt
- 2019 - New York Film Critics Circle Award[120]
  - Miglior sceneggiatura a Quentin Tarantino
- 2019 - People's Choice Award[121]
  - Candidatura per il miglior film drammatico
  - Candidatura per il miglior attore in un film drammatico a Leonardo DiCaprio
  - Candidatura per il miglior attore in un film drammatico a Brad Pitt
- 2019 - San Diego Film Critics Society Award[122][123]
  - Miglior attore non protagonista a Brad Pitt
  - Miglior utilizzo delle musiche
  - Candidatura per il miglior film
  - Candidatura per il miglior regista a Quentin Tarantino
  - Candidatura per la miglior artista emergente a Julia Butters
  - Candidatura per il miglior cast
  - Candidatura per il miglior montaggio a Fred Raskin
  - Candidatura per i migliori costumi a Arianne Phillips
  - Candidatura per la miglior sceneggiatura originale a Quentin Tarantino
- 2019 - Satellite Award[124][125]
  - Miglior film commedia o musicale
  - Candidatura per il miglior regista a Quentin Tarantino
  - Candidatura per il miglior attore in un film commedia o musicale a Leonardo DiCaprio
  - Candidatura per il miglior attore non protagonista a Brad Pitt
  - Candidatura per la migliore sceneggiatura originale a Quentin Tarantino
  - Candidatura per la miglior scenografia a Barbara Ling e Nancy Haigh
  - Candidatura per il miglior sonoro a Wylie Stateman, Mark Ulano, Michael Minkler e Christian P. Minkler
- 2020 - Critics' Choice Award[126][127]
  - Miglior film
  - Miglior attore non protagonista a Brad Pitt
  - Miglior sceneggiatura originale a Quentin Tarantino
  - Miglior scenografia a Barbara Ling e Nancy Haigh
  - Candidatura per il miglior attore a Leonardo DiCaprio
  - Candidatura per il miglior giovane interprete a Julia Butters
  - Candidatura per il miglior cast corale
  - Candidatura per il miglior regista a Quentin Tarantino
  - Candidatura per la miglior fotografia a Robert Richardson
  - Candidatura per il miglior montaggio a Fred Raskin
  - Candidatura per i migliori costumi a Arianne Phillips
  - Candidatura per il miglior trucco
- 2020 - David di Donatello
  - Candidatura per il miglior film straniero
- 2020 - Screen Actors Guild Award[128]
  - Miglior attore non protagonista cinematografico a Brad Pitt
  - Candidatura per il miglior attore cinematografico a Leonardo DiCaprio
  - Candidatura per il miglior cast cinematografico
  - Candidatura per le migliori controfigure cinematografiche
- 2020 - Premio César
  - Candidatura per il miglior film straniero

## Altri media
Circa due anni dopo l'uscita americana del film esce in libreria, a opera dello stesso Tarantino, la trasposizione letteraria. Tale novelization, che quindi riporta la vicenda allo stato nel quale era stata inizialmente concepita, si intitola C'era una volta a Hollywood e presenta alcune differenze dalla pellicola, tra cui:
- l'incontro iniziale tra Rick e Marvin avviene nell'ufficio di quest'ultimo mentre Cliff corteggia (con successo) la segretaria dell'agente;
- mentre Rick è a girare Lancer Cliff, prima di conoscere Pussycat, si reca in un negozio di dischi (scena tagliata dal film) e a vedere un doppio spettacolo con Carroll Baker: Il dolce corpo di Deborah e Orgasmo;
- veniamo a sapere che Pussycat in realtà si chiama Debra Jo e che Manson, una notte, l’ha fatta entrare nuda nella casa di due anziani individui per spaventarli e scappare via;
- si parla dell’arrivo a Hollywood, tramite autostop, di una giovane e speranzosa Sharon Tate;
- si racconta del passato di Cliff, dei suoi trascorsi in guerra, della sua passione per il cinema e di come ha conosciuto Rick e il cane Brandy;
- si narra un sanguinoso episodio del passato del bipolare Rick;
- si chiarisce come Cliff abbia effettivamente ucciso sua moglie e altri controversi episodi che lo riguardano;
- dalla sequenza allo Spahn Ranch viene tagliata la parte della gomma bucata;
- c’è un capitolo dedicato al soggiorno europeo di Rick e Cliff, con quest’ultimo che in uno scalcinato albergo spagnolo conosce il divo in declino Aldo Ray e gli offre una bottiglia di gin;
- nella sera del 9 febbraio Rick e Cliff non se ne stanno in casa a vedere la televisione ma escono al bar con amici, e quando l’attore torna a casa scopre che Sharon Tate ha organizzato una festa in piscina a casa sua (scena tagliata dal film);
- il libro si chiude con una telefonata tra Rick e Trudi che rinvigorisce l'attore infondendogli fiducia in se stesso (scena tagliata dal film);[130]
- non c'è traccia, se non per un brevissimo accenno, dell'eccidio di Cielo Drive.

Il libro, che contiene anche vari excursus sul cinema dell'epoca, ebbe un grande successo di vendite.
Esiste anche un secondo romanzo relativo al film: la biografia di Rick Dalton. Non è ancora stata pubblicata.